# Liste von Pfarreien und Sakralbauten im Bistum Essen

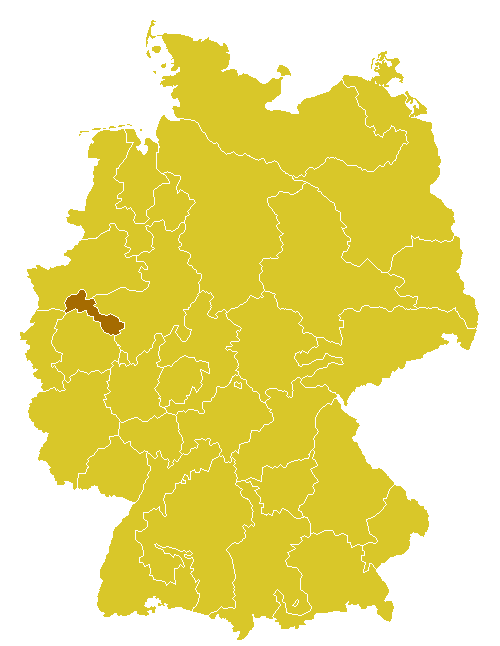
Bistum Essen in Deutschland

Die Liste von Pfarreien und Sakralbauten im Bistum Essen ist nach Dekanaten untergliedert. Das Bistum Essen, kanonisch errichtet am 1. Januar 1958, berührt die Gebiete von sieben kreisfreien Städten und von Kommunen in drei Landkreisen.
Ab 2005 wurde ein Zukunftskonzept umgesetzt, um die „wirtschaftliche und pastorale Handlungsfähigkeit“ des Bistums und der Pfarreien zu sichern. 259 Pfarreien wurden umstrukturiert. Eine hohe Zahl von Kirchengebäuden wurde profaniert, siehe Liste profanierter Kirchen im Bistum Essen.
Ende 2019 bestanden 8 Stadtdekanate, 2 Kreisdekanate, 42 Pfarreien, ferner 169 Gemeinden mit festgelegtem Territorium und 2 Personalgemeinden ohne festgelegtes Territorium. An 37 Standorten gab es muttersprachliche Gottesdienstangebote. 2021 lebten rund 703.000 Katholiken im Bistum.

## Liste

### Dekanat Bochum und Wattenscheid
Zum Dekanat gehören:

#### Pfarrei St. Peter und Paul
- Propsteikirche St. Peter und Paul, Bochum-Mitte
- St. Joseph, Bochum-Mitte (Filialkirche)
- Kapelle in der Justizvollzugsanstalt Bochum, Bochum-Mitte
- Kapelle im St.-Josef-Hospital, Bochum-Mitte
- Kapelle im St. Elisabeth-Krankenhaus, Bochum-Mitte
- St. Franziskus, Riemke (Gemeindekirche)
- Herz Jesu, Hamme (Gemeindekirche)
- St. Meinolphus-Mauritius, Ehrenfeld (Gemeindekirche)
- St. Anna, Engelsburg (Filialkirche)
- Kapelle im St.-Mauritius-Stift, Ehrenfeld
- Kapelle im Bergmannsheil, Ehrenfeld
- St. Liborius, Grumme (Gemeindekirche)
- Heilig Kreuz, Grumme (Filialkirche)
- St. Nikolaus von Flüe, Hofstede (Gemeindekirche)
- Kapelle St. Barbara, Hordel (weitere Kirche)

Außer Dienst gestellt wurden: 
- Christ König, Bochum-Mitte
- Heilige Dreifaltigkeit, Hamme
- St. Antonius Abbas, Stahlhausen (2012 profaniert)
- Herz Jesu, Hordel (2007 profaniert)
- St. Marien, Bochum-Mitte (2002 profaniert)

#### Pfarrei Liebfrauen
- Pfarrkirche Liebfrauen (St. Mariae Rosenkranz), Altenbochum
- St. Bonifatius, Langendreer (Gemeindekirche)
- St. Elisabeth, Gerthe (Gemeindekirche)
- St. Joseph, Hiltrop (weitere Kirche)
- Heilig Geist, Harpen (Gemeindekirche)
- Herz Jesu, Werne (Gemeindekirche)
- St. Marien (Unsere Liebe Frau vom Rosenkranz), Langendreer (Gemeindekirche)
- St. Ludgerus, Langendreer (Filialkirche)

Außer Dienst gestellt wurden: 
- Fronleichnam, Laer (2015 profaniert)
- St. Thomas Morus, Langendreer (2006 profaniert, 2007 niedergelegt)
- St. Maximilian Kolbe, Kornharpen (2008 außer Dienst gestellt, bis 2020 an Verein Beginen heute e. V. verpachtet, 2012 teilabgerissen, 2022 mit Wirkung zum Besitzübergang profaniert, 2023 niedergelegt)

#### Pfarrei St. Franziskus
- St. Franziskus, Weitmar (Pfarrkirche)
- Heilige Familie (Heimkehrer-Dankeskirche), Weitmar (Filialkirche)
- St. Engelbert, Oberdahlhausen (Gemeindekirche)
- St. Johannes Baptist, Wiemelhausen (Gemeindekirche)
- Kapelle im St.-Johannes-Stift, Wiemelhausen
- Liebfrauen, Linden (Gemeindekirche)
- St. Paulus, Querenburg (Gemeindekirche)
- St. Martin, Querenburg (Filialkirche)
- St. Augustinus, Querenburg-Hustadt (weitere Kirche)

Außer Dienst gestellt wurden:
- St. Michael, Dahlhausen
- Kapelle im St.-Josefs-Hospital, Linden (2023 profaniert)
- Vierzehnheiligen, Weitmar (2013 profaniert, 2014 niedergelegt)
- St. Albertus Magnus, Wiemelhausen (2014 profaniert)

#### Pfarrei St. Gertrud von Brabant
- Propsteikirche St. Gertrud von Brabant, Wattenscheid-Mitte
- Kapelle im Marienhospital, Wattenscheid-Mitte
- Herz Mariä, Günnigfeld (Gemeindekirche)
- St. Johannes Baptist, Leithe (Gemeindekirche)
- St. Joseph, Wattenscheid-Heide (Gemeindekirche)
- St. Maria Magdalena, Höntrop (Gemeindekirche)
- Hl. Theresia vom Kinde Jesu, Eppendorf (Filialkirche)
- St. Maria Hilfe der Christen, Höntrop (Gemeindekirche)
- Herz Jesu, Sevinghausen (Filialkirche)
- Kapelle St. Bartholomäus, Sevinghausen

Außer Dienst gestellt wurden:
- St. Pius X., Wattenscheid-Mitte (seit 2014 Kolumbarium)
- St. Nikolaus, Westenfeld
- St. Barbara, Engelsburg

#### Pfarrei B. M. V. Matris Dolorosae
- Klosterkirche St. Marien (Zur Schmerzhafen Mutter), Stiepel

### Dekanat Bottrop
Das Dekanat Bottrop bilden:

#### Pfarrei St. Cyriakus
- Pfarrkirche St. Cyriakus, Bottrop-Mitte
- St. Elisabeth, Bottrop-Mitte (Gemeindekirche)
- Kapelle im Marienhospital, Bottrop-Mitte
- Herz Jesu, Lehmkuhle (Gemeindekirche)
- St. Suitbertus, Vonderort (weitere Kirche), Umnutzung zum Stadtteilzentrum[5]
- St. Ludger, Fuhlenbrock (Gemeindekirche)
- St. Bonifatius, Fuhlenbrock (Filialkirche)
- Kapelle im Seniorenzentrum St. Teresa, Fuhlenbrock

Außer Dienst gestellt wurden: 
- St. Barbara, Lehmkuhle (2012 profaniert, 2014 niedergelegt)
- Heilig Kreuz, Bottrop-Mitte (2008 profaniert, seit 2013 Kulturkirche)[6]

#### Pfarrei St. Joseph
- Pfarrkirche St. Joseph, Batenbrock
- St. Michael, Batenbrock (Filialkirche)
- St. Peter, Boverheide (Filialkirche)
- St. Johannes Baptist, Boy (Gemeindekirche)
- St. Franziskus, Welheim (Filialkirche)
- St. Antonius, Welheimer Mark (weitere Kirche)
- Liebfrauenkirche, Eigen (Gemeindekirche)
- St. Pius, Eigen (Filialkirche)

Außer Dienst gestellt wurde:
- St. Matthias, Ebel (2018 außer Dienst gestellt, 2024 profaniert)
- St. Paul, Eigen (2010 profaniert und niedergelegt)

### Dekanat Duisburg

#### Pfarrei Liebfrauen
- Pfarrkirche St. Joseph, Dellviertel
- Karmelkirche Mutter vom Guten Rat, Duisburg-Mitte (Gemeindekirche)
- Christus König, Hochfeld (Gemeindekirche)
- Kapelle im Marienhospital, Hochfeld
- St. Gabriel, Neudorf (Gemeindekirche)
- St. Ludgerus, Neudorf (Gemeindekirche)
- St. Elisabeth, Duissern (Filialkirche)
- St. Michael, Wanheimerort (Gemeindekirche)
- St. Petrus Canisius, Wanheimerort (Filialkirche)

Außer Dienst gestellt wurden: 
- Liebfrauen, Duisburg-Mitte (2010 profaniert)
- Heilig Kreuz, Neuenkamp
- St. Clemens, Kaßlerfeld (2005 profaniert, 2009 niedergelegt)
- St. Martin, Werthacker (2010 profaniert)
- St. Anna, Neudorf
- St. Bonifatius, Hochfeld (Sitz der koptisch-orthodoxen Gemeinde)
- St. Peter, Hochfeld (2011 profaniert)

#### Pfarrei St. Johann
- Abtei- und Propsteikirche St. Johann, Hamborn
- St. Franziskus, Beeck (Filialkirche)
- St. Joseph, Wittfeld (Filialkirche)
- St. Norbert, Obermarxloh (Filialkirche)
- St. Peter, Marxloh (Filialkirche)
- Liebfrauen, Bruckhausen (weitere Kirche, auch Sitz der russisch-orthodoxen Gemeinde)
- Herz Jesu (Schmidthorster Dom), Schmidthorst (Gemeindekirche)
- St. Hildegard, Obermarxloh (Gemeindekirche)
- St. Barbara, Röttgersbach (weitere Kirche)

Außer Dienst gestellt wurden: 
- St. Konrad, Fahrn (2015 profaniert)
- St. Paul, Marxloh (2014 profaniert und niedergelegt)
- St. Martin, Neumühl (2011 profaniert, 2012 niedergelegt)
- St. Georg, Wehofen

#### Pfarrei St. Michael
- Pfarrkirche St. Michael, Mittelmeiderich
- Kapelle im Seniorenstift St. Elisabeth, Mittelmeiderich
- Kapelle im Kaiser-Wilhelm-Krankenhaus, Mittelmeiderich
- Christus Unser Friede, Obermeiderich-Hagenshof (Gemeindekirche)
- St. Bernhard, Obermeiderich (Filialkirche)
- Herz Jesu, Mittelmeiderich (Gemeindekirche)
- St. Maximilian, Ruhrort (Gemeindekirche)
- St. Ewaldi, Laar (Filialkirche)

Außer Dienst gestellt wurden: 
- St. Matthias, Meiderich-Berg (2014 niedergelegt)
- St. Laurentius, Beeck
- St. Antonius, Beeckerwerth
- St. Maria Königin, Obermeiderich-Ratingsee (2009 profaniert)

#### Pfarrei St. Judas Thaddäus
- Pfarrkirche St. Judas Thaddäus, Buchholz
- Kapelle in der BG Unfallklinik, Buchholz
- St. Dionysius, Mündelheim
- Herz Jesu, Serm (Kirche in Trägerschaft eines Fördervereins)
- St. Franziskus, Großenbaum
- St. Hubertus, Rahm
- St. Raphael, Bissingheim
- St. Peter und Paul, Huckingen
- Kapelle im St.-Anna-Krankenhaus, Huckingen
- Kapelle im Altenheim St. Hedwig, Huckingen
- St. Stephanus, Ungelsheim

Außer Dienst gestellt wurden: 
- St. Mariä Himmelfahrt, Hüttenheim (letzter Gottesdienst im Januar 2008)
- Heilig Geist, Buchholz (2009 profaniert, 2010 niedergelegt)
- St. Nikolaus, Buchholz (2009 profaniert, heute Caritas-Begegnungszentrum)
- St. Joseph, Wedau (letzter Gottesdienst 26. September 2021, 2022 niedergelegt)
- St. Suitbert, Wanheim (letzter katholischer Gottesdienst 21. November 2021, seit 2022 Sitz der rumänisch-orthodoxen Gemeinde)

### Dekanat Essen
Zum Dekanat Essen zählen:

#### Keiner Pfarrei zugehörig
- Essener Münster, Stadtkern (Kathedrale)
- St. Johannes Baptist, Stadtkern (zum Domkapitel)
- St. Bonifatius, Bergeborbeck (Kirche der Priesterbruderschaft St. Pius X.)
- Kapelle Gerichtsstraße, Borbeck-Mitte
- Kapelle des St.-Johannes-Stifts, Borbeck-Mitte
- Friedenskapelle der Heiligen Eucharistie, Burgaltendorf (weitere Kirche)
- Kapelle St. Anna, Rellinghausen
- Siechenkapelle, Rüttenscheid
- Kapelle des Laurentiusstifts, Steele

#### Pfarrei St. Antonius, Frohnhausen
- Pfarrkirche St. Antonius, Frohnhausen
- St. Elisabeth, Frohnhausen (Gemeindekirche)
- Heilige Familie, Margarethenhöhe (Gemeindekirche)
- St. Mariä Empfängnis (Holsterhauser Dom), Holsterhausen (Gemeindekirche)
- St. Mariä Himmelfahrt (Altendorfer Dom), Altendorf (Gemeindekirche)
- St. Clemens Maria Hofbauer, Altendorf (Filialkirche)

Außer Dienst gestellt wurden: 
- St. Anna, Altendorf (2015 profaniert und niedergelegt)
- St. Augustinus, Frohnhausen (2020 profaniert)
- St. Mariae Geburt, Frohnhausen (2011 profaniert)
- St. Stephanus, Holsterhausen (2008 profaniert, 2018 niedergelegt)

#### Pfarrei St. Dionysius, Borbeck
- Pfarrkirche St. Dionysius, Borbeck-Mitte
- Kapelle im Philippusstift, Borbeck-Mitte
- Kapelle im Schloss Borbeck, Borbeck-Mitte
- St. Fronleichnam, Bochold (Gemeindekirche)
- St. Maria Rosenkranz, Bergeborbeck (Gemeindekirche)
- St. Michael, Dellwig (Gemeindekirche)
- Kapelle St. Marien, Vogelheim

Außer Dienst gestellt wurden: 
- St. Bernhard, Bergeborbeck-Brauck (1999 profaniert, 2000 niedergelegt)
- St. Johannes Bosco, Borbeck-Mitte (2021 geschlossen und abgerissen, 2024 Profanierung nachträglich festgestellt)
- St. Maria Immaculata, Borbeck-Mitte (2007 profaniert, 2014 niedergelegt)
- St. Marien am Düppenberg, Borbeck-Mitte (1981 niedergelegt)
- St. Thomas Morus, Vogelheim (2018 profaniert, 2019 niedergelegt)

#### Pfarrei St. Gertrud, Stadtmitte
- Pfarrkirche St. Gertrud, Stadtkern
- St. Bonifatius, Huttrop (Gemeindekirche)
- Kirche des Franz-Sales-Hauses, Huttrop
- Kirche des Elisabeth-Krankenhauses, Huttrop
- St. Ignatius, Südviertel (Gemeindekirche)
- Heilig Kreuz, Südostviertel (Gemeindekirche)

Außer Dienst gestellt wurden: 
- St. Barbara, Ostviertel (2014 profaniert, 2020 niedergelegt)
- St. Marien, Segeroth (2008 profaniert, 2017 niedergelegt)
- St. Peter, Nordviertel (2007 profaniert)
- St. Engelbert, Südviertel (2011 profaniert)
- St. Michael am Wasserturm, Südostviertel

#### Pfarrei St. Johann Baptist
- Pfarrkirche St. Johann Baptist, Altenessen-Nord
- Herz Mariä, Altenessen-Nord (Filialkirche)
- Kapelle im Altenheim St. Monika, Altenessen-Nord
- Kapelle im Marienhospital, Altenessen-Nord
- St. Hedwig, Altenessen-Süd (Gemeindekirche)
- Herz Jesu, Altenessen-Süd (Filialkirche)

Außer Dienst gestellt wurde: 
- St. Ewaldi, Altenessen-Nord (2008 profaniert, 2012 niedergelegt)

#### Pfarrei St. Josef, Frintrop
- Pfarrkirche St. Josef, Frintrop
- St. Antonius Abbas, Schönebeck (Gemeindekirche)
- St. Franziskus, Bedingrade (Filialkirche)
- Klosterkirche der Franziskusschwestern, Bedingrade
- Kapelle im Seniorenheim Kloster Emmaus, Schönebeck
- Kapelle im Elisabethhaus, Schönebeck
- St. Paulus, Gerschede (Gemeindekirche)

Außer Dienst gestellt wurden: 
- St. Hermann-Josef, Dellwig (2010 profaniert, 2013 niedergelegt)
- Herz Jesu, Frintrop-Unterfrintrop (2008 profaniert und niedergelegt)

#### Pfarrei St. Josef, Ruhrhalbinsel
- Pfarrkirche Herz Jesu, Burgaltendorf
- St. Mariä Geburt, Dilldorf (Gemeindekirche)
- St. Barbara, Byfang (Filialkirche)
- Kapelle im Krankenhaus St. Josef, Kupferdreh
- Kapelle im Altenheim Kupferdreh, Kupferdreh
- St. Georg, Heisingen (Gemeindekirche)
- Kapelle im Altenheim St. Georg, Heisingen
- St. Suitbert, Überruhr-Holthausen (Gemeindekirche)
- Kapelle im Marienheim, Überruhr-Hinsel

Außer Dienst gestellt wurden: 
- St. Josef, Kupferdreh (2013 profaniert, 2015 niedergelegt)
- St. Mariä Heimsuchung, Überruhr-Hinsel (2024 profaniert)

#### Pfarrei St. Lambertus, Rellinghausen
- Pfarrkirche St. Lambertus, Rellinghausen
- St. Theresia, Stadtwald (Filialkirche)
- St. Andreas, Rüttenscheid (Gemeindekirche)
- Kapelle im Haus Nazareth, Rüttenscheid
- St. Hubertus, Rellinghausen (Gemeindekirche)
- St. Ludgerus, Rüttenscheid (Gemeindekirche)
- Siechenkapelle, Rüttenscheid
- Kapelle in der Justizvollzugsanstalt Essen, Rüttenscheid
- St. Martin, Rüttenscheid (2006 Umnutzung – im Seniorenzentrum als Kapelle weitergenutzt)

Außer Dienst gestellt wurden: 
- St. Raphael, Bergerhausen (2009 profaniert, 2012 niedergelegt)

#### Pfarrei St. Laurentius, Steele
- Pfarrkirche St. Laurentius, Steele
- Stiftskirche der Fürstin-Franziska-Christine-Stiftung, Steele
- St. Antonius, Freisenbruch (Gemeindekirche)
- St. Altfrid, Freisenbruch (Filialkirche)
- Kapelle im Krupp-Krankenhaus, Steele
- St. Barbara, Kray (Gemeindekirche)
- St. Joseph, Leithe (Filialkirche)
- Kapelle im Schönstatt-Werk, Kray
- St. Joseph, Horst (Gemeindekirche)
- Kirche im Bergmannsfeld, Freisenbruch (Filialkirche)

Außer Dienst gestellt wurden: 
- Pax Christi, Bergerhausen (Sitz der rumänisch-orthodoxen Gemeinde)
- Heilige Dreifaltigkeit, Eiberg (2008 profaniert)
- St. Christophorus, Kray (2008 profaniert)
- St. Winfried, Kray (2008 profaniert, 2016 niedergelegt)
- St. Eligius, Steele (2008 profaniert, 2009 niedergelegt)
- Herz Jesu, Steele (2005 profaniert)
- St. Marien, Steele-Rott (2008 profaniert)
- Filialkirche Isinger Feld, Leithe

#### Pfarrei St. Ludgerus, Werden
- Basilika und Propsteikirche St. Ludgerus, Werden
- St. Lucius, Werden (Filialkirche)
- Zur Schmerzhaften Mutter Maria, Fischlaken (weitere Kirche)
- Kapelle im Kardinal-Hengsbach-Haus, Werden
- St. Altfrid, Kettwig-Laupendahler Höhe
- Kapelle im St.-Josef-Krankenhaus, Werden
- Kapelle im St.-Ludgeri-Altenheim, Werden
- Christus König, Haarzopf (Gemeindekirche)
- St. Kamillus, Heidhausen (Gemeindekirche)
- Christi Himmelfahrt, Fischlaken (weitere Kirche)
- Kapelle in der Ruhrlandklinik, Heidhausen
- St. Markus, Bredeney (Gemeindekirche)
- Klusenkapelle St. Ägidius, Bredeney
- Kapelle St. Maria Magdalena zu Baldeney, Bredeney

Außer Dienst gestellt wurden: 
- St. Mariä Königin, Haarzopf (2012 profaniert, 2017 niedergelegt)
- Klosterkirche des Klosters Schuir, Schuir

#### Pfarrei St. Nikolaus
- Pfarrkirche St. Joseph, Katernberg
- St. Elisabeth, Schonnebeck (Gemeindekirche)
- St. Nikolaus, Stoppenberg (weitere Kirche, Sitz der chaldäisch-katholischen Pfarrei Mar Addai und Mar Mari)
- Heilige Schutzengel, Frillendorf (Filialkirche)
- Stiftskirche Karmel Maria in der Not, Stoppenberg (Nutzung auch als Hauptkirche der Gemeinde St. Nikolaus)
- Kapelle im Vincenzkrankenhaus, Stoppenberg

Außer Dienst gestellt wurden: 
- St. Anno, Stoppenberg (Sitz der serbisch-orthodoxen Gemeinde)
- St. Winfried, Kray (2008 profaniert, 2016 niedergelegt)
- St. Albertus Magnus, Katernberg (2020 letzter chaldäischer Gottesdienst, 2022 mit Wirkung zum Besitzübergang profaniert, 2023 verkauft)
- Heilig Geist, Katernberg (2020 letzter Gottesdienst, Altar 2024 profaniert)

### Dekanat Gelsenkirchen
Zum Dekanat Gelsenkirchen zählen:

#### Pfarrei St. Augustinus
- Propsteikirche St. Augustinus, Gelsenkirchen-Altstadt
- Liebfrauen (Gleis X), Gelsenkirchen-Neustadt (Filialkirche)
- St. Georg, Gelsenkirchen-Altstadt (Filialkirche)
- Kapelle im St.-Vinzenz-Haus, Gelsenkirchen-Altstadt
- Liebfrauenstift, Gelsenkirchen-Altstadt
- St. Barbara, Rotthausen (Gemeindekirche)
- Heilige Familie, Bulmke (Gemeindekirche)
- Oblatenkloster, Gelsenkirchen-Altstadt
- Herz Jesu, Hüllen (Gemeindekirche)
- Kapelle im Altenheim Haus St. Anna, Hüllen
- St. Josef, Ückendorf (Gemeindekirche)
- St. Thomas Morus, Ückendorf (Filialkirche)
- Kapelle im Marienhospital, Ückendorf

Außer Dienst gestellt wurden: 
- St. Mariä Himmelfahrt, Rotthausen (2007 profaniert)
- Heilig Kreuz, Ückendorf (2007 profaniert)

#### Pfarrei St. Joseph
- Heilige Dreifaltigkeit, Bismarck
- St. Elisabeth, Heßler
- Michaelskapelle, Bismarck

Außer Dienst gestellt wurden: 
- St. Antonius, Feldmark
- St. Joseph, Schalke
- St. Anna, Schalke-Nord (2007 profaniert)
- St. Franziskus, Bismarck

#### Pfarrei St. Urbanus, Buer
- Propsteikirche St. Urbanus, Buer
- Kapelle im St.-Marien-Hospital, Buer
- St. Barbara, Erle (Gemeindekirche)
- St. Suitbert, Erle (Filialkirche)
- Stadionkapelle in der Veltinsarena, Erle
- Herz Jesu, Resse (Gemeindekirche)
- Heilig Geist, Schaffrath (Filialkirche)
- St. Michael, Hassel (Gemeindekirche)

Außer Dienst gestellt wurden: 
- Christus König, Buer (2008 profaniert und niedergelegt)
- St. Ludgerus, Buer (2023 profaniert)
- St. Mariä Himmelfahrt, Buer (2021 geschlossen)
- St. Bonifatius, Erle (2014 profaniert)
- St. Ida, Erle
- St. Konrad, Erle (2020 profaniert)
- St. Pius, Hassel (2014 profaniert)
- St. Theresia, Hassel (2007 profaniert)
- St. Hedwig, Resse (2014 profaniert)
- St. Josef, Scholven

#### Pfarrei St. Hippolytus, Horst
- Pfarrkirche St. Hippolytus, Horst
- Kapelle im St.-Josef-Krankenhaus, Horst
- Katechetisches Zentrum St. Laurentius, Horst
- Gemeindeheim St. Marien, Essen-Karnap
- Liebfrauen, Beckhausen (Gemeindekirche)
- St. Clemens Maria Hofbauer, Sutum (Filialkirche)

Außer Dienst gestellt wurden: 
- St. Laurentius, Horst
- St. Marien, Essen-Karnap

### Dekanat Gladbeck

#### Pfarrei St. Lamberti
- Pfarrkirche St. Lamberti, Gladbeck-Mitte
- Kapelle im Eduard-Michels-Haus, Gladbeck-Mitte
- Kapelle im St.-Barbara-Hospital, Gladbeck-Mitte
- Herz Jesu, Zweckel (Gemeindekirche)
- Christus König, Schultendorf (weitere Kirche)
- St. Johannes (Gemeindekirche)
- St. Josef, Rentfort (Gemeindekirche)
- St. Franziskus, Rentfort (Filialkirche)
- Heilig Kreuz, Butendorf (Gemeindekirche)
- St. Marien, Brauck (Gemeindekirche)
- Kapelle im St.-Altfrid-Haus, Rosenhügel

Außer Dienst gestellt wurden: 
- St. Pius, Gladbeck-Mitte (2007 profaniert)
- St. Elisabeth, Ellinghorst (2010 profaniert)

### Dekanat Mülheim an der Ruhr

#### Pfarrei St. Barbara
- Pfarrkirche St. Barbara, Dümpten
- Christ König, Winkhausen (Gemeindekirche)
- St. Engelbert, Eppinghofen (Gemeindekirche)
- Auferstehungskirche Heilig Kreuz, Eppinghofen
- St. Mariä Rosenkranz, Styrum (Gemeindekirche)
- St. Albertus Magnus, Styrum (Filialkirche)

#### Pfarrei St. Mariä Himmelfahrt
- Pfarrkirche St. Mariä Himmelfahrt, Saarn
- St. Elisabeth, Saarn (Filialkirche)
- St. Theresia, Selbeck (Filialkirche)
- Herz Jesu, Broich (Gemeindekirche)
- St. Michael, Speldorf (Gemeindekirche)
- Akademiekirche Wolfsburg, Speldorf

#### Pfarrei St. Mariae Geburt
- Pfarrkirche St. Mariae Geburt, Mülheim-Altstadt
- Heilig Geist, Menden (Filialkirche)
- Kapelle im Seniorenzentrum Dimbeck, Mülheim-Zentrum
- Kapelle im Franziskushaus, Mülheim-Zentrum
- Kapelle im Marienhospital, Mülheim-Zentrum
- St. Joseph, Heißen (Gemeindekirche)
- St. Theresia vom Kinde Jesu, Fulerum (Filialkirche)

Außer Dienst gestellt wurde: 
- St. Raphael, Heißen (2006 profaniert)

### Dekanat Oberhausen
Zum Dekanat Oberhausen zählen:

#### Pfarrei St. Marien, Alt-Oberhausen
- Pfarrkirche St. Marien (Unbefleckte Empfängnis der Gottesmutter und Jungfrau Maria), Marienviertel
- Kapelle im St.-Josef-Hospital, Marienviertel
- St. Johannes Evangelist, Schlad (Gemeindekirche)
- St. Katharina, Lirich (Gemeindekirche)
- Zu Unserer Lieben Frau vom heiligsten Herze Jesu, Styrum (Gemeindekirche)

Außer Dienst gestellt wurden: 
- St. Michael, Knappenviertel
- Heilig Geist, Bermensfeld (2007 profaniert)
- Heilige Familie, Lirich (2007 profaniert)

#### Pfarrei Herz Jesu, Alt-Oberhausen
- Pfarrkirche Herz Jesu, Innenstadt
- St. Joseph, Styrum (weitere Kirche, Nutzung durch die Priesterbruderschaft St. Petrus)
- Kapelle im Vincenzhaus, Innenstadt
- Kapelle in der St.-Elisabeth-Klinik, Styrum
- St. Antonius, Alstaden (Gemeindekirche)
- Kapelle im Rohlandshof, Alstaden

Außer Dienst gestellt wurde: 
- St. Hildegard am Ruhrpark, Alstaden (Filialkirche, 2007 profaniert, 2008 niedergelegt)
- St. Peter, Alstaden (Filialkirche, 2021 profaniert)

#### Pfarrei St. Pankratius, Osterfeld
- Propsteikirche St. Pankratius, Osterfeld-Mitte
- Kapelle im St.-Marien-Hospital, Osterfeld-Mitte
- St. Marien, Rothebusch (Gemeindekirche)
- Kapelle im Louise-Schröder-Heim, Rothebusch
- St. Antonius, Klosterhardt (Gemeindekirche)
- St. Jakobus, Tackenberg (weitere Kirche)

Außer Dienst gestellt wurden: 
- St. Judas Thaddäus, Borbeck
- St. Josef, Heide
- St. Vincenz Palotti, Osterfeld (2001 profaniert, Sitz der griechisch-orthodoxen Gemeinde)

#### Pfarrei St. Clemens, Sterkrade
- Herz Jesu, Sterkrade (Gemeindekirche)
- Propsteikirche St. Clemens, Sterkrade-Mitte (Propstei- und Gemeindekirche)
- St. Bernardus, Tackenberg
- Kapelle im Clemenshospital, Sterkrade-Mitte
- Kapelle in der Elly-Heuss-Knapp-Stiftung, Sterkrade
- Kapelle im Altenzentrum St. Clemens, Sterkrade
- St. Barbara, Königshardt (Gemeindekirche)
- St. Johann Baptist, Holten (Gemeindekirche)
- St. Josef, Buschhausen (Gemeindekirche)
- St. Josef, Schmachtendorf (Gemeindekirche)
- St. Theresia vom Kinde Jesu, Walsumermark (Gemeindekirche)

Außer Dienst gestellt wurden: 
- St. Pius, Alsfeld (2011 profaniert und niedergelegt)
- St. Konrad, Biefang
- Christ König, Buschhausen
- Liebfrauen (St. Mariä Himmelfahrt), Schwarze Heide

### Kreisdekanat Altena-Lüdenscheid
Zum Kreisdekanat zählen:

#### Pfarrei St. Matthäus, Altena
- Pfarrkirche St. Matthäus, Altena
- St. Theresia vom Kinde Jesu, Altena-Evingsen (Gemeindekirche)

Außer Dienst gestellt wurden: 
- St. Thomas Morus, Altena-Linscheid (2011 profaniert)
- Vom Frieden Christi, Altena-Tiergarten (1995 profaniert, Sitz der serbisch-orthodoxen Gemeinde)
- St. Paulus, Altena-Mühlenrahmede (2011 profaniert)
- St. Josef, Nachrodt-Wiblingwerde (2023 profaniert)
- Maria Mutter vom Guten Rat, Nachrodt-Wiblingwerde (nach 2002 niedergelegt)

#### Pfarrei St. Michael, Werdohl
- Pfarrkirche St. Michael, Werdohl
- St. Petrus Canisius, Werdohl-Eveking (Filialkirche)
- St. Maria Heimsuchung, Neuenrade (Gemeindekirche)

Außer Dienst gestellt wurde: 
- St. Maria Königin, Werdohl-Ütterlingsen (2014 profaniert und niedergelegt)

#### Pfarrei St. Laurentius, Plettenberg
- Pfarrkirche St. Laurentius, Plettenberg
- St. Johann Baptist, Plettenberg-Eiringhausen (Gemeindekirche)
- St. Mariä – Aufnahme in den Himmel, Herscheid (Gemeindekirche)

Außer Dienst gestellt wurden: 
- Maria Königin, Plettenberg-Ohle (2020 aufgegeben, 2022 mit Wirkung zum Besitzübergang profaniert)
- St. Bonifatius, Plettenberg-Oesterau

#### Pfarrei St. Medardus, Lüdenscheid
- Pfarrkirche St. Joseph und Medardus
- Maria Königin (Gemeindekirche)
- St. Hedwig, Gevelndorf (Filialkirche)
- Kapelle im Haus St. Elisabeth (weitere Kirche)
- St. Paulus, Brügge (Gemeindekirche)
- St. Petrus und Paulus (Gemeindekirche)

Außer Dienst gestellt wurden: 
- St. Georg, Brüninghausen (1999 profaniert)
- St. Antonius, Dickenberg (2005 profaniert, 2009 niedergelegt)
- Haus Pater Claret, Lösenbach
- Haus Pater Bertsche, Wehberg

#### Pfarrei Christus König, Halver
- Pfarrkirche Christus König, Halver
- St. Georg, Halver-Oberbrügge (Filialkirche)
- Heilig Geist, Hagen-Dahl (Gemeindekirche)
- Herz Jesu, Hagen-Rummenohl (weitere Kirche)
- St. Jakobus, Breckerfeld (Gemeindekirche)
- St. Thomas Morus, Schalksmühle (Gemeindekirche)

Außer Dienst gestellt wurden: 
- Maria Fried, Breckerfeld-Zurstraße (2005 profaniert)

#### Pfarrei St. Maria Immaculata, Meinerzhagen
- Pfarrkirche St. Maria Immaculata, Meinerzhagen
- St. Martin, Meinerzhagen (Filialkirche)
- St. Christophorus, Meinerzhagen-Valbert (Gemeindekirche)
- St. Maria Magdalena, Meinerzhagen-Grotewiese (Filialkirche)
- St. Josef, Kierspe (Gemeindekirche)

Außer Dienst gestellt wurden: 
- St. Peter am See, Meinerzhagen-Hunswinkel (2011 profaniert)
- St. Engelbert, Kierspe-Rönsahl (2017 profaniert)

### Kreisdekanat Hattingen-Schwelm
Zum Kreisdekanat zählen:

#### Pfarrei St. Peter und Paul, Hattingen
- Pfarrkirche St. Peter und Paul, Hattingen
- Heilig Geist, Hattingen-Winz-Baak (Filialkirche)
- Klosterkapelle Bredenscheid, Hattingen-Bredenscheid
- St. Joseph, Hattingen-Welper (Gemeindekirche)
- St. Johannes Baptist, Hattingen-Blankenstein (Filialkirche)
- St. Mauritius, Hattingen-Niederwenigern (Gemeindekirche)
- St. Engelbert, Hattingen-Niederbonsfeld (Filialkirche)
- Kapelle im St.-Elisabeth-Krankenhaus

Außer Dienst gestellt wurde: 
- St. Mariä Empfängnis, Bredenscheid (2022 verkauft)

#### Pfarrei St. Peter und Paul, Witten-Herbede
- Pfarrkirche St. Peter und Paul, Witten-Herbede
- St. Augustinus und Monika, Wetter-Volmarstein (Gemeindekirche)
- St. Liborius, Wetter-Wengern (Filialkirche)
- St. Januarius, Sprockhövel-Niedersprockhövel (Gemeindekirche)
- St. Josef, Sprockhövel-Haßlinghausen (Gemeindekirche)

Außer Dienst gestellt wurden:
- St. Antonius, Witten-Buchholz (2024 außer Dienst gestellt)
- St. Martin, Witten-Herbede (2007 profaniert und niedergelegt)

#### Pfarrei St. Marien, Schwelm
- Pfarrkirche St. Marien, Schwelm
- Kapelle im Seniorenstift St. Marien, Schwelm
- St. Engelbert, Gevelsberg (Gemeindekirche)
- Haus Maria Frieden (ehem. Christi Auferstehung), Gevelsberg-Vogelsang (weitere Kirche)
- Italienische Mission, Gevelsberg
- Herz Jesu, Ennepetal-Milspe (Gemeindekirche)
- St. Johann Baptist, Ennepetal-Voerde (Filialkirche)
- St. Martin, Ennepetal-Büttenberg (weitere Kirche)

Außer Dienst gestellt wurden: 
- Liebfrauen, Gevelsberg (2023 profaniert)
- Heilig Geist, Schwelm (2011 profaniert)